# Nors ångsåg
Nors ångsåg var ett sågverk i byn Nor sydöst om Järvsö som drevs mellan 1898 och 1959. Sågverket var typiskt för de många mindre sågverk som anlades i Norrlands inland under senare delen av 1800-talet. Deras produkter avsattes framförallt på den lokala marknaden, till skillnad från de stora sågarna vid kusten, som exporterade större delen av sina trävaror. Såg med maskinhus byggdes under 1897–98 av Jon Hansson på gården Björs i Nor och drevs till en början av ett handelsbolag. Efter något år sysselsatte sågen tretton arbetare. Från år 1909 ägdes sågen av Hansson ensam och har sedan dess gått i arv i släkten. Sågverket förklarades som byggnadsminne den 15 november 1993.

## Anläggningen

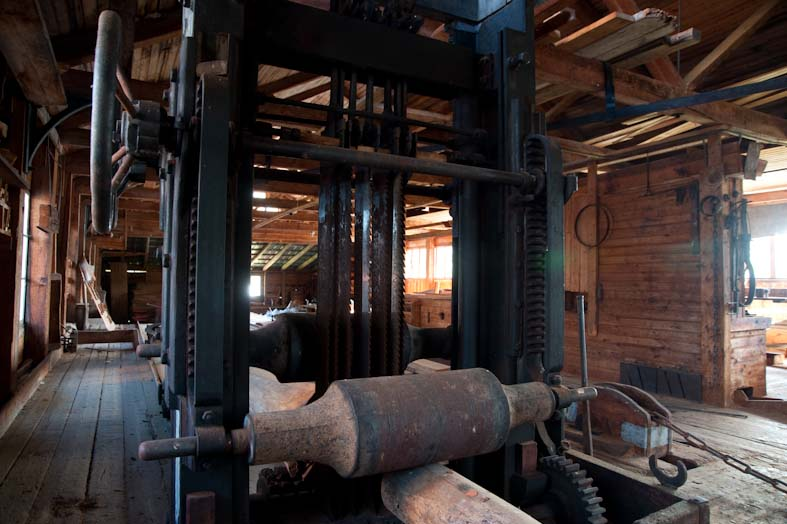
Ramsågen på sågvinden

Sågverket är beläget vid stranden till Ljusnan. Av sågverkets ursprungliga byggnader är sex bevarade idag, vid nedläggningen 1959 revs virkesmagasin, stavhus, kolhus och kolkasern. Samtliga byggnader är ytterst välbevarade, även interiört. Maskineriet i pannhus och såghus är intakt. Dessutom finns här en mängd tillbehör, reservdelar mm. Även smedjans utrustning finns till stora delar bevarad.
Såghuset på sedvanligt sätt byggt i trä, i regelkonstruktion med liggande fasspontpanel. Via intagsbryggan togs timmeret upp från Ljusnan och in på sågvinden. På sågvinden finns en ramsåg, kantverk och hyvel. När sågen lade ner 1959 revs såghusets intagsbrygga och utkastränna, dessa rekonstruerades vid restaurering 1984-85. 
Maskinhuset är däremot uppfört i putsat tegel och placerat på föreskrivet avstånd från sågbyggnaden, tre meter. Eldspridningsrisken minskades genom att väggen närmast såghuset lämnades obruten, medan stengolvet och det välvda innertaket skyddade mot gnistbildning i pannrummet. Maskinhuset byggdes om år 1923 för ny ångmaskin och panna. Pannan och ångmaskinen finns bevarade.
Arbetarkasernen uppfördes 1901 med fyra lägenheter om ett rum och kök, strax norr om såghuset. Kasernen byggdes i två våningar med ett utskjutande trapphus, som försågs med förstukvist omkring år 1930. Till arbetarbostaden hör ett uthus med förråd, vedbodar och sovplatser för sommarbruk, samt en byggnad rymmande stall, smedja och kolbod. Dessa är förmodligen samtida med bostadshuset.
Spånhuset byggdes 1937, dit spånen från såghuset fläktades via en bevarad spånledning. Till spånhuset hör också ett utbyggt dass.